# Marie-Claude Asselin
Marie-Claude Asselin (ur. 1962 r.) – kanadyjska narciarka, uprawiająca narciarstwo dowolne. Nigdy nie startowała na mistrzostwach świata ani na igrzyskach olimpijskich. Najlepsze wyniki w Pucharze Świata osiągnęła w sezonach 1980/1981 i 1981/1982, kiedy to triumfowała w klasyfikacji generalnej, klasyfikacji skoków akrobatycznych oraz w kombinacji. Ponadto w sezonie 1982/1983 była druga w klasyfikacji generalnej oraz pierwsza w klasyfikacjach skoków i kombinacji.
W 1984 r. zakończyła karierę.

## Sukcesy

### Puchar Świata

#### Miejsca w klasyfikacji generalnej
- 1980/1981 – 1.
- 1981/1982 – 1.
- 1982/1983 – 2.
- 1983/1984 – 38.

#### Miejsca na podium
1. Livigno – 17 stycznia 1981 (Balet narciarski) – 3. miejsce
2. Livigno – 18 stycznia 1981 (Kombinacja) – 2. miejsce
3. Livigno – 18 stycznia 1981 (Skoki akrobatyczne) – 2. miejsce
4. Tignes – 22 stycznia 1981 (Jazda po muldach) – 1. miejsce
5. Tignes – 24 stycznia 1981 (Kombinacja) – 1. miejsce
6. Tignes – 24 stycznia 1981 (Skoki akrobatyczne) – 1. miejsce
7. Laax – 1 lutego 1981 (Skoki akrobatyczne) – 1. miejsce
8. Laax – 3 lutego 1981 (Kombinacja) – 1. miejsce
9. Seefeld in Tirol – 8 lutego 1981 (Skoki akrobatyczne) – 2. miejsce
10. Seefeld in Tirol – 9 lutego 1981 (Kombinacja) – 1. miejsce
11. Oberjoch – 14 lutego 1981 (Balet narciarski) – 3. miejsce
12. Oberjoch – 15 lutego 1981 (Kombinacja) – 1. miejsce
13. Oberjoch – 15 lutego 1981 (Skoki akrobatyczne) – 1. miejsce
14. Mont-Sainte-Anne – 1 marca 1981 (Skoki akrobatyczne) – 1. miejsce
15. Poconos – 8 marca 1981 (Skoki akrobatyczne) – 2. miejsce
16. Mount Norquay – 18 marca 1981 (Skoki akrobatyczne) – 1. miejsce
17. Mount Norquay – 18 marca 1981 (Kombinacja) – 1. miejsce
18. Mount Norquay – 18 marca 1981 (Jazda po muldach) – 3. miejsce
19. Calgary – 22 marca 1981 (Skoki akrobatyczne) – 2. miejsce
20. Whistler Blackcomb – 10 stycznia 1982 (Kombinacja) – 1. miejsce
21. Whistler Blackcomb – 10 stycznia 1982 (Skoki akrobatyczne) – 1. miejsce
22. Calgary – 17 stycznia 1982 (Skoki akrobatyczne) – 1. miejsce
23. Sugarbush – 29 stycznia 1982 (Jazda po muldach) – 2. miejsce
24. Morin Heights – 31 stycznia 1982 (Kombinacja) – 3. miejsce
25. Morin Heights – 31 stycznia 1982 (Skoki akrobatyczne) – 1. miejsce
26. Mont-Sainte-Anne – 4 lutego 1982 (Kombinacja) – 1. miejsce
27. Mont-Sainte-Anne – 7 lutego 1982 (Kombinacja) – 1. miejsce
28. Mont-Sainte-Anne – 7 lutego 1982 (Skoki akrobatyczne) – 1. miejsce
29. Sella Nevea – 26 lutego 1982 (Jazda po muldach) – 2. miejsce
30. Sella Nevea – 28 lutego 1982 (Skoki akrobatyczne) – 1. miejsce
31. Sella Nevea – 28 lutego 1982 (Kombinacja) – 1. miejsce
32. Adelboden – 7 marca 1982 (Skoki akrobatyczne) – 1. miejsce
33. Adelboden – 7 marca 1982 (Kombinacja) – 1. miejsce
34. Livigno – 12 marca 1982 (Skoki akrobatyczne) – 2. miejsce
35. Livigno – 14 marca 1982 (Kombinacja) – 2. miejsce
36. Oberjoch – 21 marca 1982 (Kombinacja) – 1. miejsce
37. Oberjoch – 21 marca 1982 (Skoki akrobatyczne) – 2. miejsce
38. Tignes – 26 marca 1982 (Skoki akrobatyczne) – 1. miejsce
39. Tignes – 26 marca 1982 (Kombinacja) – 1. miejsce
40. Tignes – 21 stycznia 1983 (Kombinacja) – 1. miejsce
41. Tignes – 21 stycznia 1983 (Skoki akrobatyczne) – 1. miejsce
42. Tignes – 22 stycznia 1983 (Skoki akrobatyczne) – 1. miejsce
43. Tignes – 22 stycznia 1983 (Kombinacja) – 2. miejsce
44. Livigno – 4 lutego 1983 (Skoki akrobatyczne) – 1. miejsce
45. Livigno – 4 lutego 1983 (Kombinacja) – 1. miejsce
46. Ravascletto – 13 lutego 1983 (Kombinacja) – 1. miejsce
47. Ravascletto – 13 lutego 1983 (Skoki akrobatyczne) – 1. miejsce
48. Angel Fire – 18 marca 1983 (Jazda po muldach) – 2. miejsce
49. Angel Fire – 19 marca 1983 (Kombinacja) – 2. miejsce
50. Angel Fire – 19 marca 1983 (Kombinacja) – 1. miejsce
51. Angel Fire – 19 marca 1983 (Skoki akrobatyczne) – 1. miejsce
52. Angel Fire – 19 marca 1983 (Skoki akrobatyczne) – 1. miejsce

- W sumie 35 zwycięstw, 13 drugich i 4 trzecie miejsca.